# Rhapsody (операційна система)
Rhapsody - кодова назва операційної системи наступного покоління Apple Computer в період її розвитку між покупкою компанією Apple компанії NeXT наприкінці 1996 року і презентації Mac OS X (що зараз відома як «macOS») у 1998 році. Спочатку Rhapsody була новою стратегією для Apple, яка планувала, щоб операційна система мала працювати на комп’ютерах на базі архітектури x86, а також на обладнанні Macintosh на базі PowerPC. Крім того, базові фреймворки прикладного програмного інтерфейсу були перенесені для роботи в Windows NT. Згодом платформи, що не належали Apple, були вилучені, а пізніші версії в основному складалися з операційної системи OPENSTEP, перенесеної на Power Macintosh, разом із новим графічним інтерфейсом, щоб зробити її більш схожою на Mac. Кілька існуючих на той час технологій Classic Mac OS також були перенесені на Rhapsody, включаючи QuickTime і AppleSearch. Rhapsody також може запускати Mac OS 8 у шарі емуляції "Blue Box".

## Історія
Rhapsody була анонсована на MacWorld Expo в Сан-Франциско 7 січня 1997 року і вперше продемонстрована на Worldwide Developers Conference (WWDC) 1997 року. Було два наступних загальних випуски операційної системи для розробників для комп’ютерів із процесорами x86 або PowerPC. Після цього мала вийти версія «Premier», дещо аналогічна до Mac OS X Public Beta, а потім повна версія «Unified» у другому кварталі 1998 року. Графік розробки Apple щодо інтеграції функцій двох дуже різних систем ускладнив прогнозування характеристик майбутніх випусків. На виставці MacWorld Expo 1998 року в Нью-Йорку Стів Джобс оголосив, що Rhapsody буде випущено як Mac OS X Server 1.0 (яка вийшла у 1999 році). Жодна домашня версія Rhapsody не буде випущена. Її кодова база була розділена на Darwin, відкритий вихідний код, який лежить в основі Mac OS X.
На зустрічі з Майклом Деллом, власником компанії Dell, Стів Джобс продемонстрував версію Rhapsody x86, яка може працювати на комп’ютерах, сумісних з Intel, і запропонував ліцензувати операційну систему Dell для розповсюдження на її ПК. Однак угода провалилася, коли Джобс наполягав на тому, щоб усі його комп’ютери постачалися як із Mac OS, так і з Windows, щоб споживачі могли вибрати платформу, якій вони віддають перевагу (що призвело б до того, що Dell доведеться платити роялті Apple за кожен проданий комп’ютер), на відміну від вибору операційної системи компанією Dell під час виробництва.

## Опис
Визначальними особливостями операційної системи Rhapsody були сильно модифіковане «гібридне» ядро OSFMK 7.3 (Open Software Foundation Mach Kernel) розробки OSF, шар операційної системи BSD (на базі 4.4BSD), об’єктно-орієнтований фреймворк Yellow Box API, середовище сумісності Blue Box для запуску програм Classic Mac OS та віртуальна машина Java.
Інтерфейс користувача був змодельований на основі «платинового» вигляду Mac OS 8. Функції управління файлами, які реалізовувалися через Finder у попередніх версіях Mac OS, натомість реалізовувалися портом менеджера робочої області OPENSTEP. Були включені додаткові функції, успадковані від OPENSTEP і яких немає у Finder операційної системи Classic Mac OS, наприклад перегляд 
Полиці та стовпців. Незважаючи на те, що від Полиці відмовилися на користь функціональності панелі завдань, перегляд стовпців пізніше зʼявився у Finder операційної системи macOS.
Середовище Blue Box операційної системи Rhapsody, доступне лише під час роботи на архітектурі PowerPC, відповідало за забезпечення сумісності під час роботи з існуючими програмами Mac OS. У порівнянні з більш спрощеним і інтегрованим рівнем сумісності Classic Mac OS, який пізніше був представлений в Mac OS X, інтерфейс Blue Box представляв користувачам чіткий бар’єр між емульованим застарілим програмним забезпеченням і рідними додатками Rhapsody. Усі емульовані програми та пов’язані з ними вікна були інкапсульовані в одному вікні емуляції Blue Box замість того, щоб перемежовуватися з іншими програмами за допомогою вбудованого Yellow Box API. Це обмежило взаємодію між середовищем і спричинило різні невідповідності інтерфейсу користувача.
Щоб уникнути проблем із запуском у середовищі емуляції та повною мірою скористатися можливостями Rhapsody, програмне забезпечення потрібно було переписати, щоб використовувати новий API Yellow Box. Успадкований від OPENSTEP, Yellow Box використовував об’єктно-орієнтовану модель, повністю відміну від процедурної моделі, використану у API Classic Mac OS. Велика різниця між двома фреймворками означала, що перехід від застарілого коду вимагав значних змін і зусиль з боку розробника. Відсутність прийняття, а також заперечення «великих гравців» на ринку програмного забезпечення Macintosh, включаючи Adobe Systems і Microsoft, стали основними факторами рішення Apple скасувати проєкт Rhapsody в 1998 році.
Однак більшість технологій Yellow Box та інших технологій Rhapsody продовжували використовуватися в API Cocoa macOS. Підкоряючись побажанням розробників, Apple також перенесла існуючі технології Classic Mac OS в нову операційну систему та впровадила Carbon API, щоб забезпечити сумісність із API Classic Mac OS. Широко використовувані бібліотеки Mac OS, такі як QuickTime і AppleScript, були перенесені та доступні для розробників. Carbon дозволив розробникам підтримувати повну сумісність і системну функціональність, використовуючи свої поточні кодові бази, водночас дозволяючи їм користуватися перевагами нових функцій на свій розсуд.

## Назва
Назва Rhapsody (укр. Рапсодія) відповідала шаблону пов’язаних з музикою кодових імен, які Apple використовувала для випуску операційних систем протягом 1990-х років. Інша операційна система наступного покоління, яка мала стати наступником так і не завершеної операційної системи Copland, мала кодову назву Gershwin на честь Джорджа Гершвіна, композитора Rhapsody in Blue. Сама Copland була названа на честь іншого американського композитора Аарона Копленда. Іншими музичними кодовими назвами були Harmony (Mac OS 7.6), Tempo (Mac OS 8), Allegro (Mac OS 8.5) і Sonata (Mac OS 9).

## Історія випуску
|  | Не підтримується |

| Версія                       | Кодова назва    | Дата            | Назва ОС     | Версія Darwin | Платформа      |
| ---------------------------- | --------------- | --------------- | ------------ | ------------- | -------------- |
| Rhapsody Developer Release   | Grail1Z4        | 31 серпня 1997  | Rhapsody 5.0 | -             | IA-32, PowerPC |
| Rhapsody Developer Release 2 | Titan1U         | 14 травня 1998  | Rhapsody 5.1 | -             | IA-32, PowerPC |
| Rhapsody Premier             |                 | 1998            | Rhapsody 5.2 | -             | PowerPC        |
| Mac OS X Server 1.0          | Hera1O9         | 16 березня 1999 | Rhapsody 5.3 | 0.1           | PowerPC        |
| Mac OS X Server 1.0.1        | Hera1O9         | 15 квітня 1999  | Rhapsody 5.4 | 0.2 (?)       | PowerPC        |
| Mac OS X Server 1.0.2        | Hera1O9+Loki2G1 | 29 липня 1999   | Rhapsody 5.5 | 0.3           | PowerPC        |
| Mac OS X Server 1.2          | Pele1Q10        | 14 січня 2000   | Rhapsody 5.6 | 0.3           | PowerPC        |
| Mac OS X Server 1.2 v3       | Medusa1E3       | 27 жовтня 2000  | Rhapsody 5.6 | 0.3           | PowerPC        |